# Віталій (Гречулевич)
Єпископ Віталій (в миру Василь Васильович Гречулевич; 1 (13) січня 1822, містечко Тульчин, Брацлавський повіт, Подільська губернія — 14 (28) травня 1885 Могильов) — єпископ Російської православної церкви, єпископ Могилевський і Мстиславський. Духовний письменник, магістр богослов'я, екзегет.

## Біографія
Народився 1 січня 1822 року у родині священика містечка Тульчин Подільської губернії.
У 1843 році закінчив Подільську духовну семінарію і поступив в Санкт-Петербурзьку духовну академію, яку закінчив в 1847 році зі ступенем магістра, захистивши дисертацію «Про молитву Манасії» (СПб., 1848).
Після закінчення академії майже до хіротонії на єпископа був законовчителем в різних жіночих навчальних закладах. Навіть будучи архімандритом, деякий час безкорисливо викладав Закон Божий у Петербурзькому єпархіальному жіночому училищі.
7 серпня 1849 р. висвячений в сан священика.
У 1860 році він заснував журнал «Мандрівник» і був видавцем цього журналу. Згодом видавав і інші духовні журнали: «Сучасний листок» і «Мирське слово», через які повідомляв пастві свої повчальні настанови.
13 квітня 1862 р. возведений у сан протоієрея.
У 1864 році на зібрані ним пожертвування відкрив на своїй батьківщині, в містечку Тульчин, училище для дівчат духовного звання.
9 травня 1875 року обраний членом Петербурзького цензурного комітету.
8 жовтня 1876 р. пострижений в чернецтво з ім'ям Віталій. 22 жовтня того ж року возведений у сан архімандрита.
13 травня 1879 р. хіротонізований на єпископа Острозького, вікарія Волинської єпархії.
З 6 жовтня 1882 року — єпископ Могилевський і Мстиславський.
Єпископ Віталій — найосвіченіша людина свого часу. Він здобув популярність як істинний поборник і розповсюджувач релігійної освіти в дусі Православної Церкви серед інтелігенції та простих людей. Завдяки невтомній діяльності в цій галузі, ним за два роки було відкрито 268 шкіл і підготовлено до відкриття ще 340.
Своїми повчальними проповідями, особистою добротою і здатністю до доброго вдосконалення інших єпископ Віталій пильно охороняв релігійно-моральні основи суспільного життя.
Помер 14 травня 1885 р. в Могильові, в Печерську — заміському архієрейському будинку. Похований в Спаській церкві цього будинку біля північної стіни храму під солією.
26 липня 2014 року в місті Мстиславль відбулася II Міжнародна науково-практична конференція «Концепт святості в історичному контексті». Форум був присвячений засновнику і першому редактору журналу «Странник», православному богослову, духовному письменнику і просвітителю єпископу Віталію (Гречулевичу).

## Праці
- О молитве Манассии. СПб., 1848. (Магист. диссерт.).
- Размышление о честном кресте Господнем. СПб., 1848; 2-е изд. СПб., 1853.
- Размышления о страданиях Господа нашего Иисуса Христа. СПб., 1848.
- Сравнительное обозрение четвероевангелия в хронологическом порядке, как пособие к изучению евангельской истории по самому Св. Писанию, без помощи учебника. СПб., 1849.
- Проповеди на малороссийском языке. СПб., 1849; 2-е изд. СПб., 1857.
- Катихизические беседы на девять блаженств евангельских и десять заповедей Божиих, говоренных на малороссийском языке. СПб., 1852.
- Вечерня во святой и великий пяток. 3-е изд. СПб., 1853.
- Пример детского благочестия. Истинное происшествие. СПб., 1853.
- Катихизические беседы на Символ веры и молитву Господню, говоренные на малороссийском языке. СПб., 1856.
- Указатель церковных чтений из священных книг Нового и Ветхого Завета на все дни недели и числа месяцев любого года. 1-е изд. СПб., 1853; 2-е изд. СПб., 1866.
- Беседы о семи спасительных таинствах. СПб., 1858.
- Христианские размышления, предложенные в словах, беседах и речах. СПб., 1856. Два выпуска.
- О праздновании воскресных и праздничных дней. СПб., 1857.
- О должностях родителей и детей. СПб., 1859.
- Сравнительный обзор четвероевангелия в хронологическом порядке, с картой Палестины и др. приложениями, как пособие к основательному изучению евангельской истории. СПб., 1860—1866 в 3-х частях; 2-е изд. СПб., 1875.
- Дополнительные примечания к «Подробному сравнит. обзору четвероевангелия». СПб., 1873.
- Изложение евангельской истории по руководству подробного сравнительного обзора четвероевангелия. 1-е изд. СПб., 1861; 2-е изд. СПб., 1864.
- Слово в день столетнего юбилея Императорского Воспитательного общества благородных девиц и С.-Петербургского Александр. училища, 5 мая 1864 года, произнесенное в Воскресенском соборе всех учебных заведений. // Ежед. прибав. к «Русскому инвалиду». 1864. № 19.
- Беседы к простому народу. СПб., 1872 — 22 выпуска; СПб., 1874 — 41 выпуск.
- Христианские рассуждения и размышления. СПб., 1873 в 2-х частях; СПб., 1877, ч. 3-я.
- Последняя пасхальная вечеря Иисуса Христа в день Его смерти. СПб., 1877.
- Две речи в выпуск воспитанницам Императорского Воспитательного общества благородных девиц. СПб., 1873.
- Евангельская история. СПб., 1857; 2-е изд. СПб., 1876.
- Ответ на ученую полемику по вопросу о последней пасхальной вечере Иисуса Христа и дне Его смерти. СПб., 1877.
- Две речи и три слова. Почаев, 1882.
- Речь при отпевании законоучителя Могилевских мужской и женской гимназий члена консистории, прот. С. К. Галаско. // Могилевские епархиальные ведомости. 1885. № 9.
- Нагорная проповедь Спасителя. Сущность христианского учения. Изложена по Еванг., с объяснен. свв. отцов Церкви. Седлец, 1899.
- Всенощное бдение, дух и значение богослужения. СПб., 1901; Странник. 1861.
- Притчи Христовы. СПб., 1901.
- Евангельские жены, помазавшие Христа Спасителя миром. // «Странник». 1868.
- Перечень всех трудов преосв. Виталия напечатан в «Историческом Вестнике» за 1888 год, т. 34. нояб. с. 24-25; Подробный список сочинений еп. Виталия также см. в «Богословской Энциклопедии» под ред. Лопухина, т. 2. с. 518.
- Кроме того, еп. Виталий писал критические статьи на следующие произведения:
- О книге Авдия Востокова «Об отношениях римской церкви к другим христианским церквам и ко всему человеческому роду». // Странник. 1865. кн. 1.
- О книге «Сказание о земной жизни Пресвятой Богородицы». // Странник. 1869. кн. 3.
- О книге «Избранные слова св. отцев в честь и славу Пресвятыя Богородицы». // Странник. 1869. кн. 3.
- О книге П. Лебедева «Руководство к пониманию православного богослужения». // Странник. 1869. кн. 7.